# ستيفن بليث
ستيفن بليث (بالإنجليزية: Steven Blyth)‏ هو شاعر بريطاني، ولد في 1968.